# Minden jöhet
A Minden jöhet (eredeti cím: Igby Goes Down)  2002-ben bemutatott amerikai családi vígjáték-dráma, melyet Burr Steers írt és rendezett. A főbb szerepekben Kieran Culkin, Claire Danes, Jeff Goldblum, Susan Sarandon, Amanda Peet, Ryan Phillippe, Bill Pullman és Jared Harris látható.

## Cselekménye
A történet elején horkolás hallatszik. Egy előkelő környezetben lévő középkorú hölgy mélyen alszik. Két fia az ágya közelében ül. Órák múlva egy műanyag zacskót húznak a fejére, amit egy kendővel kissé leszorítanak. A nő szeme kimered és megfullad. (később kiderül, hogy gyógyíthatatlan beteg volt, és közös megegyezéssel a fiai erős altatószert adtak be neki)
Az időben kissé visszaugorva Jason „Igby” Slocumb 17 éves. Családja jómódú, de kisebbik fiukat egyik középiskolából a másikba viszik, mert sehol sem találja meg a helyét. Anyja uralkodni akar rajta, ezért Igby utálja anyját, akit „Mimi”-nek hív. Apja skizofréniás, majd zárt intézetbe kerül. Amikor Igbyt katonai iskolába íratják, hamarosan megszökik és New Yorkba megy. Törtető bátyját, Ollie-t fasisztának tartja, mert az közgazdásznak tanul a Columbia Egyetemen.
Keresztapjuk, D.H. Banes (Jeff Goldblum) sikeres építési vállalkozó, aki Igbyt is alkalmazza (a munkát nem mutatják). Igby találkozik keresztapja heroinfüggő barátnőjével, Rachellel is, aki a keresztapa által bérelt tágas műteremlakásban él egy állástalan művésszel, Russellel. Igby egy partin megismerkedik Sookie-val, aki szintén filozofikus alkat, mint ő. Igby beleszeret Sookie-ba, de ő később összejön Ollie-val, mert azt mondja, hogy korban jobban illik hozzá.
„Igby” a gyerekkori mackója, Digby után kapta a becenevét. A fiú sokszor rosszalkodott és ilyenkor azt mondta, hogy a rosszalkodást Digby követte el.  Anyja, hogy felelősségre nevelje, „Igby”-nek hívta a fiát, amikor az hazudott.
Mimi a halála előtt egy csekket ad át Igbynek, és azt is elárulja neki, hogy a valódi apja a keresztapja, D.H. Banes.
A történet végén Igby Hollywoodba indul.

## Szereplők
| Színész                            | Szerep                               | Magyar hang          | Magyar hang    | Magyar hang        |
| Színész                            | Szerep                               | 1. változat          | 2. változat    | 3. változat        |
| ---------------------------------- | ------------------------------------ | -------------------- | -------------- | ------------------ |
| Kieran Culkin                      | ifjabb Jason Slocumb, „Igby”         | Előd Álmos           |                | Baráth István      |
| Rory Culkin                        | Igby tízévesen                       |                      |                | Nagy Gereben       |
| Claire Danes                       | Sookie Sapperstein                   | Szénási Kata         | Vadász Bea     | Kelemen Kata       |
| Jeff Goldblum                      | D.H. Banes, Igby „keresztapja”       | Szabó Sipos Barnabás | Laklóth Aladár | Kárpáti Levente    |
| Bill Pullman                       | idősebb Jason Slocumb, Igby apja     | Kőszegi Ákos         | Kerekes József | Czvetkó Sándor     |
| Susan Sarandon                     | Mimi Slocumb, Igby anyja             | Vándor Éva           | Orosz Helga    | Kovács Nóra        |
| Ryan Phillippe                     | Oliver Slocumb, „Ollie”, Igby bátyja | Gerő Gábor           |                | Czető Roland       |
| Jared Harris                       | Russel                               | Dolmány Attila       |                | Karácsonyi Zoltán  |
| Amanda Peet                        | Rachel, D.H. Banes barátnője         | Major Melinda        |                | Kisfalvi Krisztina |
| Celia Weston                       | Bunny, Mrs. D.H. Banes               |                      |                | Ősi Ildikó         |
| Cynthia Nixon                      | „Mrs. Piggee”, Igby tanárnője        |                      |                | Bertalan Ágnes     |
| Gore Vidal                         | katolikus pap (cameoszerep)          |                      | Kertész Péter  | Szokolay Ottó      |
| Gregory Itzin (nincs a stáblistán) | gyászbeszédet tartó férfi            |                      |                |                    |

## Forgatási helyszínek
A filmet nagyrészt New York-ban forgatták, köztük a Central Park-ban, a Washington Square Parkban és a SoHóban.

## Megjelenése
A film DVD-n 2003. február 4-én jelent meg.

## Fogadtatás

### Kritikai visszhang
Az amerikai filmkritikusok véleményét összegző Rotten Tomatoes 76%-ra értékelte 127 vélemény alapján.
A filmkritikusok véleményét súlyozva számító Metacritic 72/100 pontot adott rá.
A kritikusok a filmet J. D. Salinger regényéhez, A zabhegyezőhöz hasonlították.
Roger Ebert, a Chicago Sun-Times filmkritikusa pozitívan értékelte a filmet, 3,5 csillagot adott neki a lehetséges 4-ből. Stephen Holden szintén pozitív kritikát írt a filmről a The New York Times-ban, „kíméletlen érzelmi őszinteség”-gel jellemezte és hozzátette: „Nincs benne hamis hang” A film a New York Times „kritikusainak választása” volt.

### Díjak és jelölések
- Golden Globe-díj (2003) 
  - jelölés: legjobb női mellékszereplő: Susan Sarandon
  - jelölés: legjobb színész – zenés film és vígjáték kategória: Kieran Culkin

## Fordítás
- Ez a szócikk részben vagy egészben  az   Igby Goes Down című angol Wikipédia-szócikk fordításán alapul.  Az eredeti cikk szerkesztőit annak laptörténete sorolja fel. Ez a jelzés csupán a megfogalmazás eredetét és a szerzői jogokat jelzi, nem szolgál a cikkben szereplő információk forrásmegjelöléseként.